# Poggiofiorito
Poggiofiorito es un municipio de 962 habitantes en la provincia de Chieti.

## Evolución demográfica
| Gráfica de evolución demográfica de Poggiofiorito entre 1861 y 2001 |
|                                                                     |
| Fuente ISTAT - elaboración gráfica de Wikipedia                     |

- Datos: Q51265
- Multimedia: Poggiofiorito / Q51265

1. ↑  Worldpostalcodes.org, código postal n.º 66030.
2. ↑  «Codici Catastali». Comuni-italiani.it (en italiano). Consultado el 29 de abril de 2017.